# 경기도해양수산자원연구소
경기도해양수산자원연구소(海洋水産資源硏究所)는 수산자원의 연구·개발과 수산생물 질병, 안전성 조사 등의 업무를 위해 1989년 설치된 연구소이다. 2012년 7월 경기도수산사무소와 통합하여 창설되었다.
연구소장은 지방기술서기관이나 지방해양수산연구관으로 보한다.

## 연혁
- 1989년 8월 30일: 경기도내수면개발시험장 설치(양평)
- 2003년 7월 11일: 민물고기생태학습관 개관
- 2004년 5월 17일: 경기도민물고기연구소로 변경
- 2012년 7월 5일: 경기도해양수산자원연구소로 변경 (민물고기연구소+수산사무소=통합)
- 2018년 2월 19일: 경기도해양수산자원연구소(안산) 1단계 준공
- 2019년 2월 25일: 경기도해양수산자원연구소(안산) 2단계 착공

## 조직
소장
- 총무팀
- 수산물안전팀
- 갯벌연구팀
- 내수면연구팀
- 수산기술센터